# 刘知几
劉知（661年—721年），字子玄，徐州彭城縣人，唐代官員、史學家。出自彭城劉氏，劉藏器之子，劉知柔之弟。

## 生平
永隆年間（680年—681年）以弱冠舉進士，官至左散騎常侍。他歷任著作佐郎、中書舍人、著作郎，又撰起居注，兼修國史二十餘年。期間深感宰相大臣監修，多所干預，不能秉筆直書其言。
景龍二年（708年）辭去史職，從事私人修史工作。劉知幾一生從事史書編輯工作，著有《刘氏家乘》十五卷、《刘氏谱考》三卷、《史通》二十卷、《睿宗实录》十卷、《刘子玄集》三十卷；合著有《三教珠英》一千三百一十三卷、《姓族系录》二百卷、《唐书》八十卷、《高宗实录》二十卷、《中宗实录》二十卷、《则天皇后实录》三十卷。仅有《史通》传世，對中國唐朝以前的史籍作了全面的分析和批評，是中國第一部史學理論專著。他在史通中提出史家須有三長：史才、史学、史识；对著史强调直笔，提倡“不掩恶、不属善”、“爱而知其丑、憎而知其善”的态度。
開元九年（721年），六十歲的他時因營救長子劉貺犯罪流配一事而被唐玄宗貶為安州都督府別駕，不久便去世，享年六十一歲。有六子：劉貺（子劉滋、孫劉敦儒）、劉餗、劉彙（子劉贊）、劉秩、劉迅、劉迥。有一女劉氏（714年—771年三月）嫁李神通玄孫洺州清漳縣尉李衡。

## 关于刘氏源流的考证
刘知几考证刘氏不是尧的后裔，而是陆终的苗裔，彭城丛亭里刘氏也不是楚元王刘交的后裔，而是汉宣帝之子楚孝王刘嚣的曾孙居巢侯刘般的后裔。